# Melicharella karatalica
Melicharella karatalica är en insektsart som beskrevs av Mitjaev 1971. Melicharella karatalica ingår i släktet Melicharella och familjen dvärgstritar. Inga underarter finns listade i Catalogue of Life.